# Seč
Seč ali urin (latinsko urina) je tekočina, ki jo izločajo ledvice preko sečnih poti. Seč iz ledvic odteka v sečni meh (pielon), nadalje v sečevod, sečni mehur in po sečnici zapusti telo. Nastajanje seča je pomemben fiziološki proces, ki uravnava količino in sestavo telesnih tekočin ter omogoča izločanje številnih presnovkov iz telesa. 
Človeški seč je običajno rumenkasta tekočina. Številne bolezni se odražajo na videzu, količini in sestavi seča, zato je analiza seča pomembna diagnostična metoda.
Naravno izločanje seča imenujemo mokrenje oziroma uriniranje.

## Nastajanje in izločanje seča
Seč nastaja v ledvicah pri filtraciji krvne plazme iz glomerulnih kapilar v Bowmanovo kapsulo, ki poteka v ledvičnih telescih; pri tem nastane primarni seč ali ultrafiltrat. Filtrirati se v normalnih razmerah more le voda in molekule s polmerom manjšim od 4,4 nanometra (le ioni in manjše beljakovinske molekule). Primarni seč odteka nato v ledvične cevke (tubule) nefrona. V primarnem seču so prisotne tudi snovi, ki so za telo pomembne in ni smotrno, da bi se izločile (na primer glukoza, aminokisline in elektroliti). Odrasel človek dnevno proizvede okoli 180 litrov primarnega seča, izloči pa ga le okoli 1,5 litra; velika večina primarnega seča se reabsorbira.
V sistemu ledvičnih tubulov, Henlejevih zank in zbiralc se za telo pomembne snovi reabsorbirajo, reabsorbira se pa tudi okoli 99 % vode. Seč, ki priteče iz zbiralc v ledvični meh, se imenuje sekundarni seč in tega v bistvu izločimo z uriniranjem. Sečni mehur je pomemben za zbiranje in zadrževanje seča, ki ga nato zavedno izločimo.
Proces nastajanja in izločanja seča v ledvicah imenujemo diureza. Na diurezo lahko vplivamo z zdravili. Takšna zdravila so diuretiki , ki zvišajo prostornino izločenega seča in posledično znižajo prostornino krvi. Uporabljajo se pri ledvičnih in srčnih boleznih, saj zmanjšajo obremenitev obtočil. Diuretično učinkujeta tudi na primer etanol in kofein, saj znižata izločanje antidiuretskega hormona iz hipotalamusa.
Če prostornina dnevno izločenega seča preseže 1,5 l, govorimo o poliuriji, če pa je izločanje seča zmanjšano, pa o oliguriji (manj od 400 ml) oziroma anuriji (manj od 100 ml).